# Fresnes (tổng)
Tổng Fresnes là một tổng thuộc tỉnh Val-de-Marne trong vùng Île-de-France. Tổng này thuộc quận L'Haÿ-les-Roses. Dân số năm 1999 là 25.213 người.

## Các xã
| Xã      | Dân số | Mã bưu chính | Mã insee |
| ------- | ------ | ------------ | -------- |
| Fresnes | 25 213 | 94 260       | 94 034   |

## Thông tin nhân khẩu
| 1962                                                     | 1968   | 1975   | 1982   | 1990   | 1999   |
| -------------------------------------------------------- | ------ | ------ | ------ | ------ | ------ |
| 21 527                                                   | 26 847 | 28 539 | 25 902 | 26 959 | 25 213 |
| Nombre retenu à partir de 1962 : dân số không tính trùng |        |        |        |        |        |